# Lukas Müller
Lukas Müller, född den 19 maj 1987 i Wetzlar i Tyskland, är en tysk roddare.
Han tog OS-guld i åtta med styrman i samband med de olympiska roddtävlingarna 2012 i London.